# ICMパートナーズ
ICMパートナーズ（ICM Partners）は、アメリカ合衆国の大手エージェンシーの1つ。1975年創立の俳優、監督、脚本家等の映画、テレビタレント数千人を擁する巨大エージェンシー。クリエイティブ・アーティスツ・エージェンシー、ウィリアム・モリス・エンデヴァー、ユナイテッド・タレント・エージェンシー、と並び、ハリウッド4大エージェンシーに数えられる。

## 社史
1975年にインターナショナル・クリエイティブ・マネージメント（International Creative Mangagement、略称：I.C.M.）として創立。2005年、投資家Rizvi Traverseに株を一部売却。この社名は2012年に投資顧問会社に完全売却されるまで使われた。

## 現在のクライアント
- ウディ・アレン
- ハル・ベリー
- ダニー・ボイル
- クレア・デインズ
- カート・コバーン
- デヴィッド・クローネンバーグ
- ジョディ・フォスター
- ベン・キングズレー
- リンジー・ローハン

- ペニー・マーシャル
- スティーヴ・マーティン
- ロマン・ポランスキー
- アイシュワリヤー・ラーイ・バッチャン
- ロバート・ロドリゲス
- シルベスター・スタローン
- クリストファー・ウォーケン
- ビヨンセ
- 清水崇
- 一瀬隆重

## 過去のクライアント
- 伊丹十三
- 竹内結子
- アーノルド・シュワルツェネッガー
- ジェームズ・キャメロン
- メル・ギブソン